# Campionati del mondo di atletica leggera 1991 - 10000 metri piani maschili
La specialità dei 10000 metri piani maschili dei campionati del mondo di atletica leggera 1991 si è svolta il 26 agosto al Stadio Olimpico di Tokyo, in Giappone.

## Podio
| Pos.    | Atleta          | Nazionalità | Tempo    |
| ------- | --------------- | ----------- | -------- |
| Oro     | Moses Tanui     | Kenya       | 27'38"74 |
| Argento | Richard Chelimo | Kenya       | 27'39"41 |
| Bronzo  | Khalid Skah     | Marocco     | 27'41"74 |

## Situazione pre-gara

### Record
Prima di questa competizione, il record del mondo (RM) e il record dei campionati (RC) erano i seguenti.
| Record                | Prestazione | Atleta                 | Data                                   | Competizione  |
| --------------------- | ----------- | ---------------------- | -------------------------------------- | ------------- |
| Record mondiale       | 27'08"23    | Arturo Barrios Messico | 18 agosto 1989 Berlino Ovest, Germania |               |
| Record dei campionati | 27'38"63    | Paul Kipkoech Kenya    | 29 agosto 1987 Roma, Italia            | Mondiali 1987 |

### Campioni in carica
I campioni in carica a livello mondiale e olimpico erano:
| Campione | Atleta                  | Prestazione | Data                                  | Competizione         |
| -------- | ----------------------- | ----------- | ------------------------------------- | -------------------- |
| Olimpico | Brahim Boutayeb Marocco | 27'21"46    | 26 settembre 1988 Seul, Corea del Sud | Giochi olimpici 1988 |
| Mondiale | Paul Kipkoech Kenya     | 27'38"63    | 29 agosto 1987 Roma, Italia           | Mondiali 1987        |

### La stagione
Prima di questa gara, gli atleti con le migliori tre prestazioni dell'anno erano:
| Pos. | Atleta                  | Prestazione | Data                                |
| ---- | ----------------------- | ----------- | ----------------------------------- |
| 1    | Richard Chelimo Kenya   | 27'11"18    | 25 giugno 1991 Hengelo, Paesi Bassi |
| 2    | Selemon Barega Marocco  | 27'23"29    | 6 luglio 1991 Oslo, Norvegia        |
| 3    | Salvatore Antibo Italia | 27'24"55    | 6 luglio 1991 Oslo, Norvegia        |

## Risultati
I primi 8 di ogni batteria e i 4 migliori tempi vanno in finale.

### Batterie

#### Batteria 1
| Posizione | Atleta                     | Nazionalità        | Tempo    | Note |
| --------- | -------------------------- | ------------------ | -------- | ---- |
| 1         | Khalid Skah                | Marocco            | 28'23"28 | Q    |
| 2         | Eamonn Martin              | Regno Unito        | 28'23"42 | Q    |
| 3         | Thomas Osano               | Kenya              | 28'23"56 | Q    |
| 4         | Mathias Ntawulikura        | Ruanda             | 28'23"75 | Q    |
| 5         | Aloÿs Nizigama             | Burundi            | 28'23"80 | Q    |
| 6         | Aaron Ramirez              | Stati Uniti        | 28'24"52 | Q    |
| 7         | Haruo Urata                | Giappone           | 28'24"70 | Q    |
| 8         | Moses Tanui                | Kenya              | 28'25"52 | Q    |
| 9         | Stéphane Franke            | Germania           | 28'30"13 | q    |
| 10        | Kōichi Morishita           | Giappone           | 28'34"29 | q    |
| 11        | Geraldo de Assis           | Brasile            | 28'51"25 |      |
| 12        | Antonio Prieto             | Spagna             | 28'57"28 |      |
| 13        | Carey Nelson               | Canada             | 29'07"27 |      |
| 14        | John Mwathiwa              | Malawi             | 30"31"43 |      |
| 15        | Tsuluunbaatar Ariunsaikhan | Mongolia           | 30"50"77 |      |
| 16        | Gerard de Gaetano          | Malta              | 31"03"21 |      |
| 17        | Elonga Lucas Eningo        | Guinea Equatoriale | 35:31"57 |      |
| —         | John Halvorsen             | Norvegia           | dnf      |      |
| —         | Antonio Silio              | Argentina          | dnf      |      |
| —         | Arturo Barrios             | Messico            | dnf      |      |

#### Batteria 2
| Posizione | Atleta                | Nazionalità                               | Tempo    | Note |
| --------- | --------------------- | ----------------------------------------- | -------- | ---- |
| 1         | Addis Abebe           | Repubblica Popolare Democratica d'Etiopia | 28'23"77 | Q    |
| 2         | Richard Chelimo       | Kenya                                     | 28'23"79 | Q    |
| 3         | Richard Nerurkar      | Regno Unito                               | 28'24"03 | Q    |
| 4         | Katsumi Ikeda         | Giappone                                  | 28'26"14 | Q    |
| 5         | Hammou Boutayeb       | Marocco                                   | 28'26"54 | Q    |
| 6         | Salvatore Antibo      | Italia                                    | 28'26"72 | Q    |
| 7         | Fernando Couto        | Portogallo                                | 28'27"56 | Q    |
| 8         | Alejandro Gómez       | Spagna                                    | 28'29"37 | Q    |
| 9         | Marti ten Kate        | Paesi Bassi                               | 28'31"66 | q    |
| 10        | Andy Bristow          | Regno Unito                               | 28'41"60 | q    |
| 11        | Steve Plasencia       | Stati Uniti                               | 28'47"13 |      |
| 12        | Jesús Herrera         | Messico                                   | 28'59"22 |      |
| 13        | Vincent Rousseau      | Belgio                                    | 28'59"34 |      |
| 14        | Zoltán Káldy          | Ungheria                                  | 29'00"89 |      |
| 15        | José Manuel Albentosa | Spagna                                    | 29'20"92 |      |
| 16        | Ahmed Al-Hamshani     | Giordania                                 | 31'13"52 |      |
| —         | Manny Lolin           | Malaysia                                  | dnf      |      |
| —         | Silvio Guerra         | Ecuador                                   | dns      |      |
| —         | Miguel Angel Vargas   | Costa Rica                                | dns      |      |
| —         | Manuel Moreno         | Capo Verde                                | dns      |      |

### Finale
| Posizione | Atleta              | Nazionalità                               | Tempo    | Note |
| --------- | ------------------- | ----------------------------------------- | -------- | ---- |
| Oro       | Moses Tanui         | Kenya                                     | 27'38"74 |      |
| Argento   | Richard Chelimo     | Kenya                                     | 27'39"41 |      |
| Bronzo    | Khalid Skah         | Marocco                                   | 27'41"74 |      |
| 4         | Thomas Osano        | Kenya                                     | 27'53"66 |      |
| 5         | Richard Nerurkar    | Regno Unito                               | 27'57"14 |      |
| 6         | Aloÿs Nizigama      | Burundi                                   | 28'00"03 |      |
| 7         | Mathias Ntawulikura | Ruanda                                    | 28'10"38 |      |
| 8         | Hammou Boutayeb     | Marocco                                   | 28'12"77 |      |
| 9         | Alejandro Gómez     | Spagna                                    | 28'13"14 |      |
| 10        | Kōichi Morishita    | Giappone                                  | 28'13"71 |      |
| 11        | Haruo Urata         | Giappone                                  | 28'18"15 |      |
| 12        | Stéphane Franke     | Germania                                  | 28'20"00 |      |
| 13        | Addis Abebe         | Repubblica Popolare Democratica d'Etiopia | 28'33"44 |      |
| 14        | Marti ten Kate      | Paesi Bassi                               | 28'33"49 |      |
| 15        | Eamonn Martin       | Regno Unito                               | 28'35"82 |      |
| 16        | Andy Bristow        | Regno Unito                               | 28'47"01 |      |
| 17        | Aaron Ramirez       | Stati Uniti                               | 28'47"56 |      |
| 18        | Fernando Couto      | Portogallo                                | 28'48"05 |      |
| 19        | Katsumi Ikeda       | Giappone                                  | 28'50"25 |      |
| 20        | Salvatore Antibo    | Italia                                    | 28'52"41 |      |